# 코스웨이
코스웨이(COSWAY co.,ltd.)는 대한민국의 화장품 제조·판매업체이며 판매하는 제품은 스킨케어 화장품과 메이크업 화장품이다.
코스웨이는 에스테틱 서비스를 일상으로 끌어와 경험하게 하자는 생각으로 아르테티끄(ARTHETIQUE) 화장품을 만들고 있다.

## 최근활동
- 다수 백화점[2], 편집숍[3], 면세점[4] 입점
- (주) 드림에이치앤비와 MOU 체결[5]
- 기술평가 우수기업 인증 획득[6]
- 건국대학교 글로컬캠퍼스와 산학협력 MOU 체결[7]
- 아르테티끄 '대한민국 브랜드대상' 글로벌코리아 특별상 수상[8]
- 아르테티끄 '대한민국 마케팅대상' 마켓혁신 레디투히트상 수상[9]